# Ștefan Stoica (senator)
Ștefan Stoica (n. 1976 – d. 4 februarie 2014) a fost un senator român, ales în 2012, al cărui mandat a încetat în 2014 prin deces. 